# Landgericht Türkheim
Das Landgericht Türkheim war ein von 1804 bis 1879 bestehendes bayerisches Landgericht älterer Ordnung mit Sitz in Türkheim im heutigen Landkreis Unterallgäu in Bayern. Historischer Vorgänger war ein seit 1650 in Wittelsbacher Besitz befindliches Pflegegericht. Die Landgerichte waren im Königreich Bayern Gerichts- und Verwaltungsbehörden, die 1862 in administrativer Hinsicht von den Bezirksämtern und 1879 in juristischer Hinsicht von den Amtsgerichten abgelöst wurden.

## Geschichte

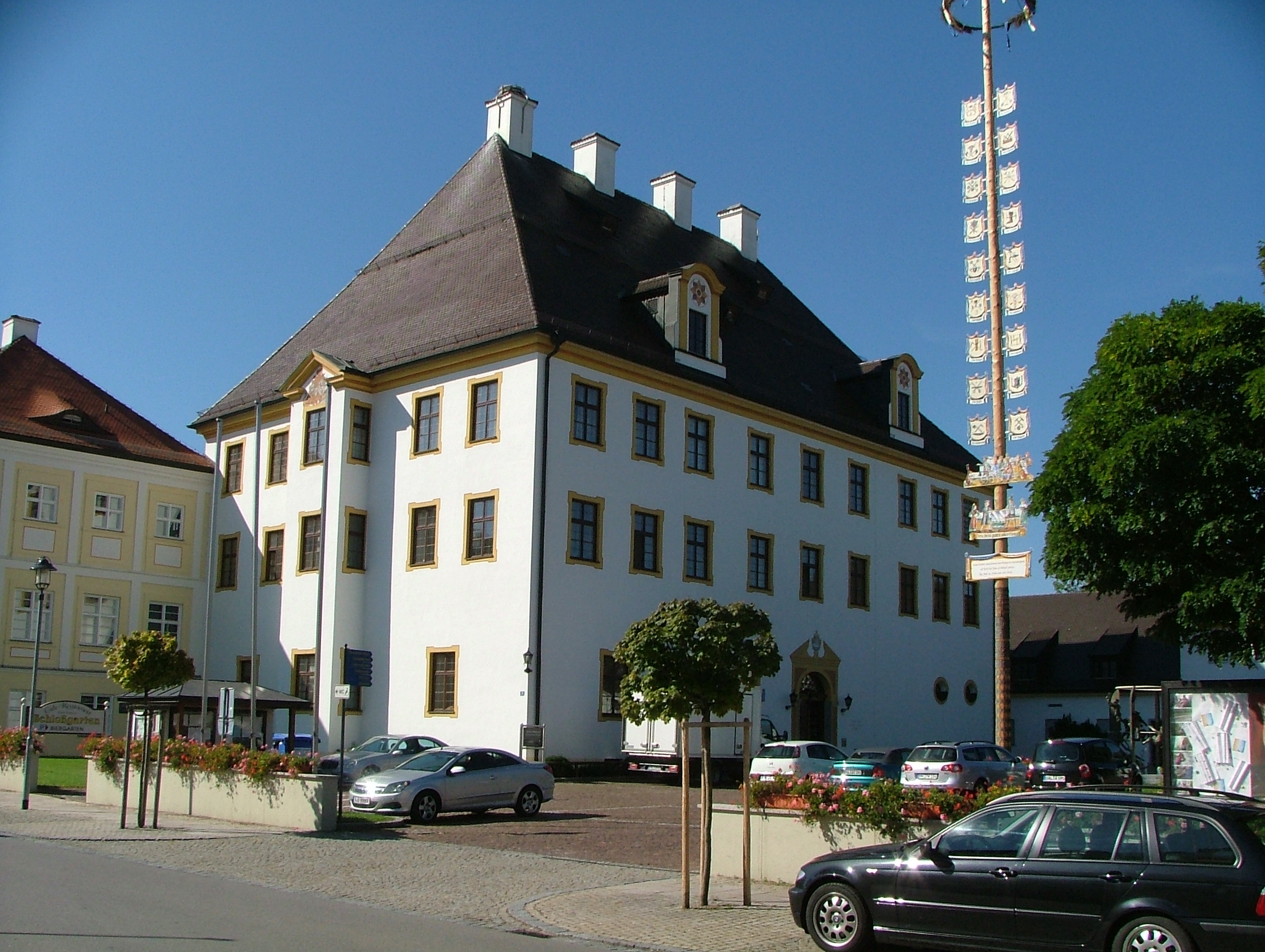
Schloss Türkheim, Sitz des Landgerichts

Mit der Verlegung des Herrschaftssitzes der Herrschaft Schwabegg um 1470 von Schwabegg nach Türkheim erlangte der Ort größere politische und wirtschaftliche Bedeutung und war Gerichtsort (Oberes und Unteres Gericht) vornehmlich für Orte im Flossachtal und in den südlichen Stauden und war Sitz des seit 1650 in Wittelsbacher Besitz befindlichen Pflegegerichts.
Im Jahr 1804 wurde im Verlauf der Verwaltungsneugliederung Bayerns das Landgericht Türkheim errichtet. Dieses kam zunächst zum Lechkreis, ab 1810 zum Illerkreis und ab 1817 zum Oberdonaukreis, der 1838 in Kreis Schwaben und Neuburg (später nur noch Schwaben) umbenannt wurde.
Anlässlich der Einführung des Gerichtsverfassungsgesetzes am 1. Oktober 1879 wurde das Amtsgericht Türkheim errichtet, dessen Sprengel mit Ausnahme von zwei dem Amtsgericht Kaufbeuren und fünf dem Amtsgericht Schwabmünchen zugeteilten Gemeinden deckungsgleich mit dem Bezirk des Landgerichts Türkheim war und folglich die Ortschaften Amberg, Anhofen, Derndorf, Eppishausen, Ettringen, Haselbach, Immelstetten, Irsingen, Kirchheim in Schwaben, Könghausen, Mattsies, Mörgen, Oberneufnach, Oberrammingen, Siebnach, Spöck, Stockheim, Traunried, Türkheim, Tussenhausen, Unterrammingen, Markt Wald, Wiedergeltingen, Bad Wörishofen und Zaisertshofen beinhaltete.